# West Union (Carolina del Sud)
West Union és una població dels Estats Units a l'estat de Carolina del Sud. Segons el cens del 2000 tenia 297 habitants.

## Demografia
Segons el cens del 2000, West Union tenia 297 habitants, 134 habitatges i 79 famílies. La densitat de població era de 148,9 habitants/km².
Dels 134 habitatges en un 21,6% hi vivien nens de menys de 18 anys, en un 49,3% hi vivien parelles casades, en un 6,7% dones solteres, i en un 41% no eren unitats familiars. En el 38,1% dels habitatges hi vivien persones soles el 15,7% de les quals corresponia a persones de 65 anys o més que vivien soles. El nombre mitjà de persones vivint en cada habitatge era de 2,22 i el nombre mitjà de persones que vivien en cada família era de 2,95.
Per edats la població es repartia de la següent manera: un 19,5% tenia menys de 18 anys, un 12,8% entre 18 i 24, un 20,9% entre 25 i 44, un 30,3% de 45 a 60 i un 16,5% 65 anys o més.
L'edat mediana era de 44 anys. Per cada 100 dones de 18 o més anys hi havia 106 homes.
La renda mediana per habitatge era de 24.250 $ i la renda mediana per família de 35.000 $. Els homes tenien una renda mediana de 25.625 $ mentre que les dones 21.875 $. La renda per capita de la població era de 13.753 $. Entorn del 18,9% de les famílies i el 27,1% de la població estaven per davall del llindar de pobresa.

## Poblacions més properes
El següent diagrama mostra les poblacions més properes.